# Humlum Sogn
Humlum Sogn er et sogn i Struer Provsti (Viborg Stift).
I 1800-tallet var Humlum Sogn anneks til Resen Sogn. Begge sogne hørte til Skodborg Herred i Ringkøbing Amt. Resen-Humlum sognekommune blev ved kommunalreformen i 1970 indlemmet i Struer Kommune.
I Humlum Sogn ligger Humlum Kirke.
I sognet findes følgende autoriserede stednavne:
- Brejnholt Huse (bebyggelse)
- Bremdal (bebyggelse)
- Gibbel Næs (areal)
- Grisetåodde (areal)
- Hedegårdshuse (bebyggelse)
- Humlum (bebyggelse)
- Kirkeby (bebyggelse)
- Knarbjerg (bebyggelse)
- Nørbak (bebyggelse)
- Oddesund Syd (bebyggelse)
- Ryttersgård (bebyggelse)
- Sundkær (areal)
- Toftum Bjerge (bebyggelse)
- Vesterkær (bebyggelse)
- Ørskov (bebyggelse)